# Sojoez TMA-19M
Sojoez TMA-19M is een ruimtevlucht naar het Internationaal ruimtestation ISS die op 15 december 2015 werd gelanceerd. De Sojoez TMA vervoerde drie bemanningsleden voor ISS-Expeditie 46. Het wordt de 128e vlucht van een Sojoez-ruimteschip, na de eerste lancering in 1967. 
Bemanningslid Timothy Peake is de eerste Britse ESA-astronaut die het ISS bezoekt.

## Bemanning lancering
| Positie           | Ruimtevaarder                           |                                         |
| ----------------- | --------------------------------------- | --------------------------------------- |
| Bevelhebber       | Joeri Malentsjenko, RSA 6e ruimtevlucht | Joeri Malentsjenko, RSA 6e ruimtevlucht |
| Flight Engineer 1 | Timothy Kopra, NASA 2e ruimtevlucht     | Timothy Kopra, NASA 2e ruimtevlucht     |
| Flight Engineer 2 | Timothy Peake, ESA 1e ruimtevlucht      | Timothy Peake, ESA 1e ruimtevlucht      |

## Reservebemanning
| Positie           | Ruimtevaarder          |                        |
| ----------------- | ---------------------- | ---------------------- |
| Bevelhebber       | Anatoli Ivanisjin, RSA | Anatoli Ivanisjin, RSA |
| Flight Engineer 1 | Takuya Onishi, JAXA    | Takuya Onishi, JAXA    |
| Flight Engineer 2 | Kathleen Rubins, NASA  | Kathleen Rubins, NASA  |

TMA-1 · TMA-2 · TMA-3 · TMA-4 · TMA-5 · TMA-6 · TMA-7 · TMA-8 · TMA-9 · TMA-10 · TMA-11 · TMA-12 · TMA-13 · TMA-14 · TMA-15 · TMA-16 · TMA-17 · TMA-18 · TMA-19 · TMA-01M · TMA-20 · TMA-21 · TMA-02M · TMA-22 · TMA-03M · TMA-04M · TMA-05M · TMA-06M · TMA-07M · TMA-08M  · TMA-09M · TMA-10M · TMA-11M · TMA-12M · TMA-13M · TMA-14M · TMA-15M · TMA-16M · TMA-17M · TMA-18M · TMA-19M · TMA-20M